# قشلاق شاه خانم قدیر
قشلاق شاه خانم قدیر یک روستا در ایران است که در استان اردبیل واقع شده‌است. قشلاق شاه خانم قدیر ۴۸ نفر جمعیت دارد.